# Wyke (Surrey)
Wyke – wieś w Anglii, w Surrey. Leży 8,4 km od miasta Farnham, 8,9 km od miasta Guildford i 51 km od Londynu. W latach 1870–72 osada liczyła 158 mieszkańców. Wyke jest wspomniana w Domesday Book (1086) jako Wucha.